# ناشل ۳۴۲۴
سیارک ۳۴۲۴ (به انگلیسی: 3424 Nusl، نامگذاری:1982CD) سه هزار و چهارصد و بیست و چهارمین سیارک کشف شده‌است که در ۱۴ فوریه ۱۹۸۲ کشف شد.
قدر مطلق سیارک برابر ۱۲٫۷۰ است.